# Mindre glansstare
Mindre glansstare (Lamprotornis chloropterus) är en fågel i familjen starar inom ordningen tättingar.

## Utseende och läte
Mindre glansstare är en vacker stare som glänser i grönt och lila. Geonom ögat går ett streck som ibland verkar svart, ibland djupt purpurfärgat. Ungfåglar i norr har brunt på huvud och undersida, medan de i söder har tydligt rostrött under. Den är mycket lik större glansstare, men är mindre med kortare stjärt och tunnare streck genom ögat. Även grönglansstaren är lik, men skiljer sig på ögonstrecket och den purpurfärgade buken samt vanligen avvikande levnadsmiljö. Sången består av komplexa tjattrande serier och lätet är en stigande ton som ofta vävs in i sången.

## Utbredning och systematik
Mindre glansstare delas in i två distinkta underarter med följande utbredning:
- Lamprotornis chloropterus chloropterus – förekommer från Senegal och Gambia österut till södra Sudan, Sydsudan, Eritrea, östra Etiopien, norra Uganda och västra Kenya
- Lamprotornis chloropterus elisabeth – förekommer från sydöstra Kenya och Tanzania till Zimbabwe

## Levnadssätt
Mindre glansstare förekommer i olika miljöer beroende på geografin. I norr ses den i savann, buskmarker och öppen skog, medan den i söder hittas huvudsakligen i miombo.

## Status
Arten har ett stort utbredningsområde och beståndet anses stabilt. Internationella naturvårdsunionen IUCN listar den därför som livskraftig (LC).

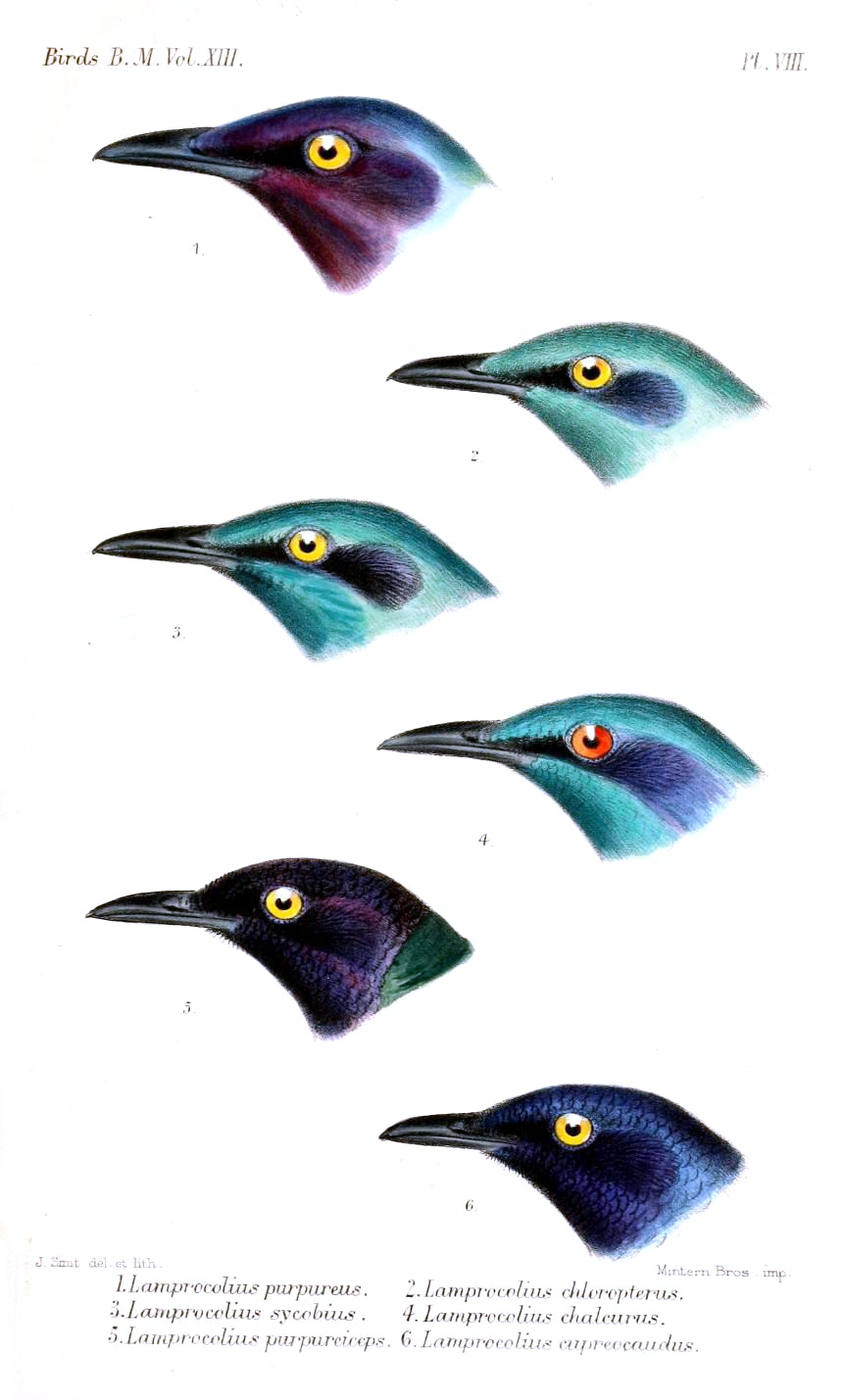